# Reserva índia de Pine Ridge

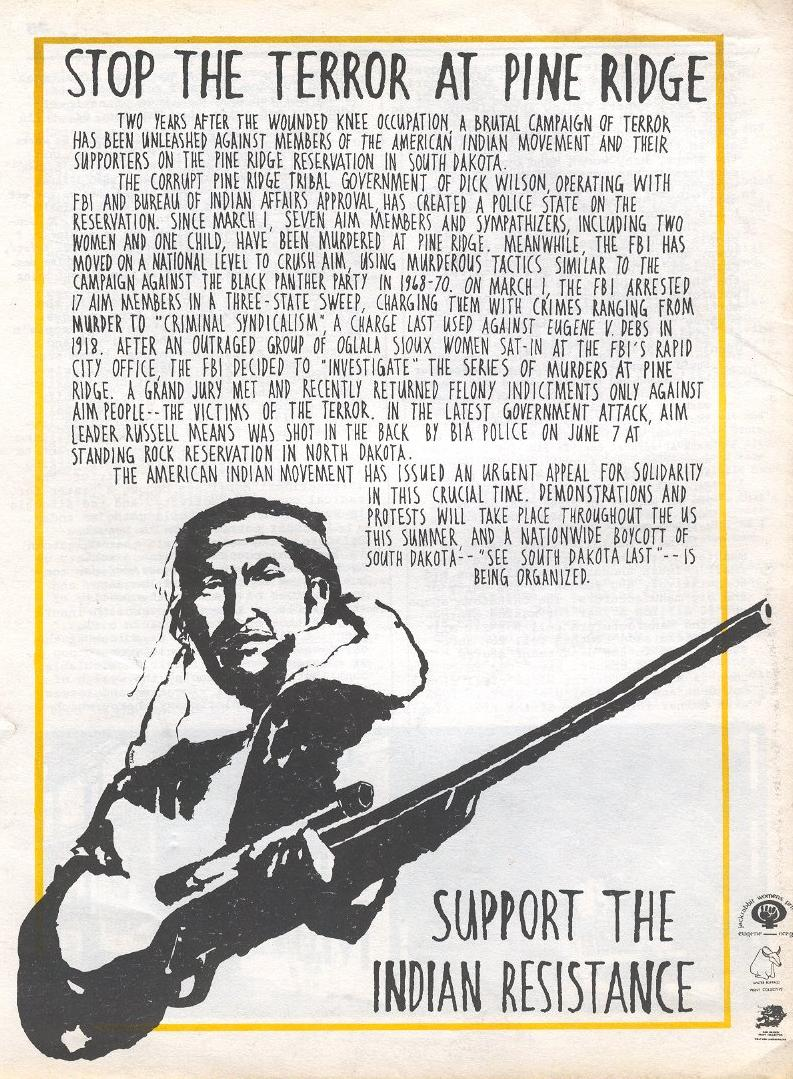
Article del diari clandestí Osawatomie, sobre els esdeveniments de Pine Ridge. El mateix any van arrestar-hi Leonard Peltier.

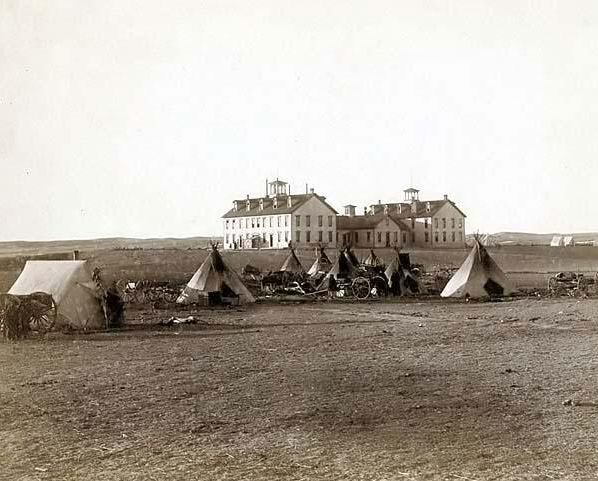
Escola per a nens a la reserva de Pine Ridge.

La reserva índia de Pine Ridge (Wazí Aháŋhaŋ Oyáŋke en lakota, també anomenada Agència Pine Ridge) és una reserva índia dels amerindis d'ètnia sioux oglala lakota situada a l'estat de Dakota del Sud. Originalment inclosa en el territori de la Gran Reserva Sioux, Pine Ridge fou establerta en 1889 a la cantonada sud-occidental de Dakota del Sud en la frontera amb Nebraska. Té una superfície de 8.984,306 km², la vuitena reserva més gran dels Estats Units, més gran que els estats de Delaware i Rhode Island plegats.
La reserva abasta la totalitat del comtat de Shannon, la meitat sud del comtat de Jackson i la part nord-oest del comtat de Bennett. Dels 3.143 comtats als Estats Units, aquests són alguns dels comtats més pobres. Només 84.000 acres (340 km²) de terra són aptes per al conreu. Extenses terres en fideïcomís fora de la reserva es troben disperses en tot el comtat de Bennett (tot el comtat de Bennett era part de Pine Ridge fins a maig de 1910), i també s'estén a l'adjacent Pine Ridge (Whiteclay), Nebraska al comtat de Sheridan, just al sud de la comunitat de Pine Ridge (Dakota del Sud), el centre administratiu i comunitat més gran dins de la reserva. El cens dels Estats Units del 2000 donava una població de 15.521 habitants a la reserva; però un estudi realitzat per Universitat de l'Estat de Colorado i acceptat pel Departament d'Habitatge i Desenvolupament Urbà dels Estats Units ha estimat que la població resident pot arribar a 28.787.

## Història
Originalment va formar part de la Gran Reserva Sioux establerta pel Tractat de Fort Laramie (1868) i s'estenia per Dakota del Sud, Nebraska i Wyoming al llarg d'uns 240.000 km². El 1876, el govern dels EUA va violar el tractat de 1868 mitjançant l'obertura de fins a 31.000 km² de les Black Hills a colons i interessos privats. L'any 1889 el govern va dividir l'espai restant de la Gran Reserva Sioux en set reserves separades per a les diferents tribus:
- Organisme Cheyenne River
- Organisme Crow Creek
- Organisme Lower Brulé
- Organisme Rosebud
- Organisme Sisseton
- Organisme Yankton
- Organisme Red Cloud

El 29 de desembre 1890, prop de Wounded Knee Creek, el Setè de cavalleria estatunidenc va matar més de 300 homes, dones i nens en el que es coneix com la massacre de Wounded Knee: el cap Big Foot i els seus seguidors intentaven arribar a Pine Ridge quan van ser interceptats per la cavalleria.
A partir del 27 de febrer de 1973, a la reserva va tenir lloc durant 71 dies l'incident de Wounded Knee, en què activistes de l'American Indian Movement, liderats per Dennis Banks i Russell Means, es van enfrontar amb agents del FBI i la Guàrdia Nacional. Durant el tiroteig van morir dos agents del FBI i dos oglala sioux.

## Residents notables
- Crazy Horse
- Cap Red Cloud
- Cap Touch the Clouds
- Cap Spotted Elk (Big Foot)
- Russell Means
- Billy Mills
- Luther Standing Bear

## Comunitats
- Allen
- Batesland
- Kyle
- Manderson-White Horse Creek
- Oglala
- Pine Ridge (Dakota del Sud)
- Pine Ridge (Nebraska)
- Porcupine
- Wakpamni Lake
- Wanblee
- Wounded Knee